# Gesneria pulverulenta
Gesneria pulverulenta är en tvåhjärtbladig växtart som beskrevs av Brother Alain. Gesneria pulverulenta ingår i släktet Gesneria och familjen Gesneriaceae. Inga underarter finns listade i Catalogue of Life.